# Уложение семнадцати статей
Конститу́ция семна́дцати стате́й (яп. 憲法十七条 кэмпо: дзю:сити-дзё:, досл. «Законоположения в семнадцати статьях») — старейший законодательный акт Японии, заключённый принцем Сётоку в 604 году. Содержит 17 статей, созданных на буддийской и конфуцианской идеологической основе. Статьи требуют от аристократов и чиновников соблюдения монархического порядка и гармонии в государственных делах.

## История
Точная дата принятия Конституции неизвестна. Существуют теории, что документ был составлен в 605 или 602 годах. Общепринятой датой считается 604 год. Она упоминается в «Анналах Японии»: «[604 год] 12-й год [царствования государыни Суйко]… лето, 4-я луна, 3-й день. Престолонаследник сам составил „Уложение“, в котором было семнадцать статей…».
Конституция содержит моральные установки, адресованные к японским государственным мужам: «поступайте благородно, используя гармонию», «почитайте три буддийские сокровища», «обязательно старайтесь в работе» и т. д. Кроме положений буддизма и конфуцианства документ базируется на тезисе построения централизованного государства во главе с Императором. Этот тезис был политическим идеалом будущих государственных деятелей эпохи реформ Тайка.
Существовала также теория Цуда Сокити, что Законоположения являются средневековой подделкой. Доказательством этой теории служила 12-я статья, где упоминаются провинциальные губернаторы кокуси — институт, который был введён в VIII веке. Однако большинство японских учёных, таких как Иноуэ Мицусада, Наоки Родзиро, Киси Тосио и другие, на основе собственных исследований системы рангов VIII—IX веков, а также системы Императорского дома тех времён, доказали подлинность «Законоположений в 17-ти статьях».

## Основные положения
Согласно статье 15 Конституции правитель признается единым сувереном, его вельможи считаются чиновниками, а народ подчиняющимся им массы людей. В соответствии со статьями 4 и 5 Конституции основой правопорядка провозглашается «всеобщий закон». В свою очередь государь является лицом выражающим «всеобщий закон». Статье 3 Конституции предусмотрено, что "если высшие приказывают— то низшие должны подчиняться".  

### Книги
- Попов К. А. Законодательные акты средневековой Японии. — М.: Наука, 1984. — С. 108.
- Рубель В. А. Японська цивілізація: традиційне суспільство і державність. — Київ: «Аквілон-Прес», 1997.
- Нихон сёки — Анналы Японии: В 2 т. / Пер. и коммент. Л. М. Ермаковой и А. Н. Мещерякова. — СПб.: Гиперион, 1997. — (Литературные памятники древней Японии. IV). — ISBN 5-89332-002-6.

### Статьи
- Суровень Д. А. Принципы регента-престолонаследника Умаядо (принца Сётоку-Тайси) из «Законоположений в 17-ти статьях» в правовой системе раннесредневековой Японии // Правовая система общества: проблемы теории и практики: Труды международной научно-практической конференции. Санкт-Петербург, 12 ноября 2010 г.. — СПб.: Издат. Дом С.-Петерб. гос. ун-та, 2011. — С. 377—384.